# Friedhofskreuz Wanlo

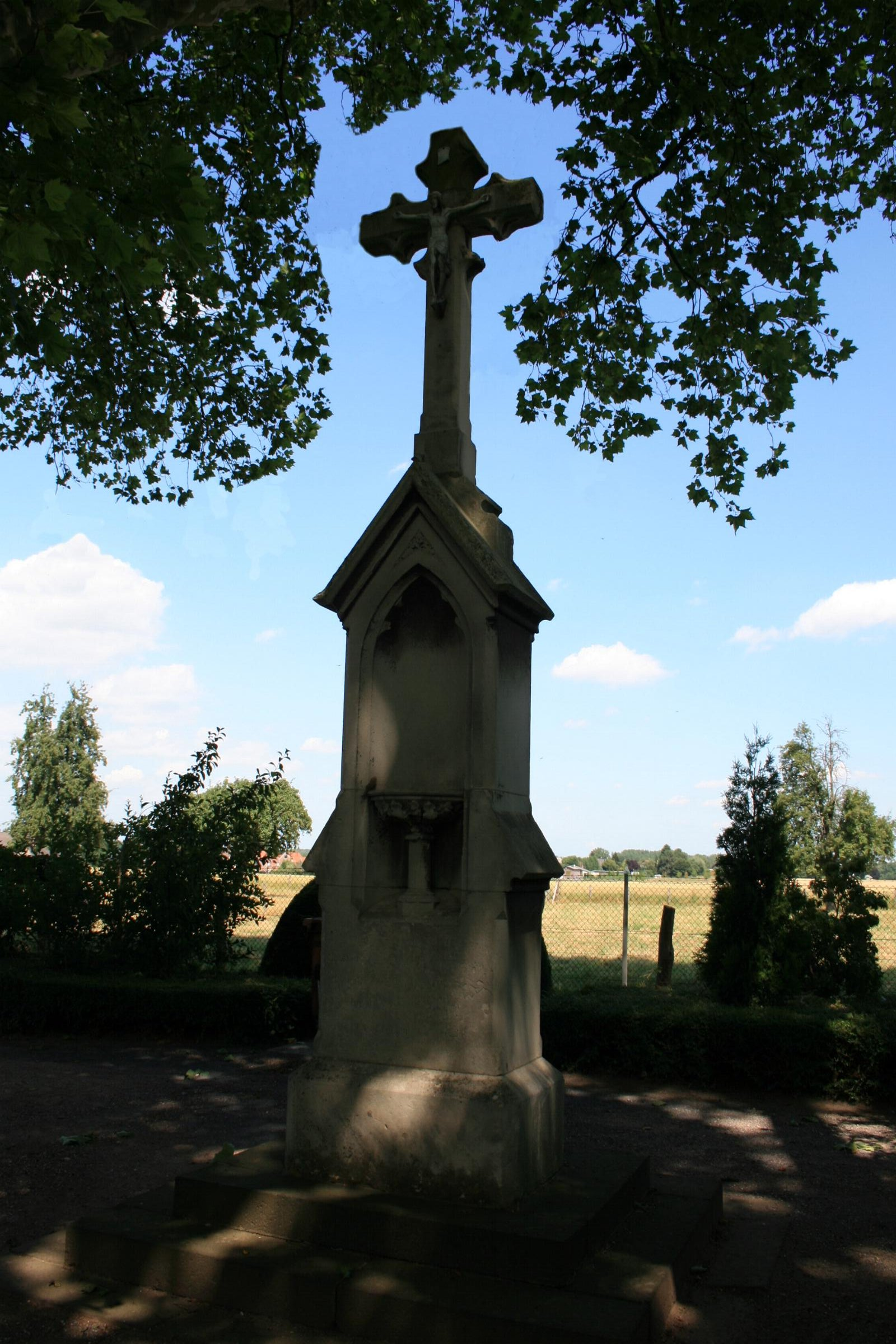
Friedhofskreuz (2010)

Das Friedhofskreuz steht im Stadtteil Wanlo in Mönchengladbach (Nordrhein-Westfalen) auf dem Friedhof, Hochstraße.
Das Kreuz wurde an der Wende 19./20. Jahrhundert erbaut. Seit dem 18. August 1994 ist es unter Nr. H 089 in die Denkmalliste der Stadt Mönchengladbach eingetragen.

## Architektur
Das Friedhofskreuz steht auf dem alten Teil des Wanloer Friedhofs am Ende des von der Hochstraße auf den Friedhof führenden Weges. Es ist ein hohes Schaftkreuz mit gefassten Kanten und Nasen an Kreuzstamm und Querbalken in neogotischem Stil auf zweifach gestuftem Sockel aus Basaltlava mit Unterbau, satteldachförmig übergiebeltem Mittelteil und übergreifender Spitzbogennische sowie einer von kleinem Rundsäulchen getragener Konsole zum Abstellen einer Monstranz. Der Korpus besteht aus Metall.